# Heydar Huseynov
Heydar Huseynov (en azéri: Heydər Nəcəf oğlu Hüseynov ; né le 3 avril 1908 à Erevan et mort le 15 août 1950 à Bakou) est un philosophe azerbaïdjanais-soviétique, personnalité publique, docteur en philosophie (1944), professeur (1944), membre à part entière de l'Académie des sciences de la RSS d'Azerbaïdjan (1945), deux fois lauréat du prix Staline (1948, 1950).

## Début de la carrière
Heydar Huseynov commence à travailler en 1924, à la bibliothèque de l'école technique pédagogique.En 1931, il est diplômé du département à temps partiel de la Faculté des sciences sociales de l'Institut pédagogique d'État d'Azerbaïdjan. En 1931-1932, il est étudiant diplômé de l'Institut scientifique et de recherche d'Azerbaïdjan. En 1936-1940, Heydar Huseynov est le directeur de l'Institut des encyclopédies et des dictionnaires, branche azerbaïdjanaise de l'Académie des sciences de l'URSS.

## Ses recherches
Son livre De l'histoire de la pensée sociale et philosophique de l'Azerbaïdjan du XIXe siècle est écrit en russe  et publié pour la première fois en 1949 et pour la deuxième fois en 1958 avec certaines abréviations. Pourtant son étude de la pensée philosophique caucasienne au XIXe siècle est considérée comme la promotion du mouridisme et l'appréciation du soufisme.
H. N. Huseynov commence à être l'objet de persécutions politiques, incapable de résister à la persécution, le scientifique se suicide le 15 août 1950.
La contribution de H. Huseynov au développement de la science historique et philosophique est significative. Il supervise la création de l'école azerbaïdjanaise de traduction. Il est l'un des compilateurs et éditeurs des dictionnaires russo-azerbaïdjanais et azerbaïdjanais-russe. H. Huseynov est l'auteur d'études sur Bahmanyar, Nizami Gandjavi, Fuzuli, Abbasgoulou agha Bakikhanov, Mirza Kazem-Bek, Mirza Fatali Akhundov Hasan bey Zardabi et d'autres.